# Pharia pyramidatus
Pharia pyramidatus är en sjöstjärneart som först beskrevs av Gray 1840.  Pharia pyramidatus ingår i släktet Pharia och familjen Ophidiasteridae. Inga underarter finns listade i Catalogue of Life.